# Cazis
Cazis é uma comuna da Suíça, no Cantão Grisões, com cerca de 1.558 habitantes. Estende-se por uma área de 7,27 km², de densidade populacional de 214 hab/km². Confina com as seguintes comunas: Fürstenau, Masein, Paspels, Pratval, Präz, Rhäzüns, Rodels, Rothenbrunnen, Tartar, Thusis, Tumegl/Tomils.
A língua oficial nesta comuna é o Alemão.